# Жеков, Антон Николаевич
Антон Николаевич Жеков — советский деятель сельского хозяйства, Герой Социалистического Труда.

## Биография
Родился в 1936 году в селе Дмитровка ныне Белгород-Днестровского района Одесской области Украины. Член КПСС.
В 1950—1954 гг. — колхозник, механизатор колхоза имени Димитрова.
В 1954—1957 гг. — военнослужащий Советской Армии.
В 1957—1958 гг. — механизатор Татарбунарской машинно-тракторной станции.
В 1958—1996 гг. — тракторист, звеньевой механизированного звена, начальник механизированного отряда по выращиванию кукурузы колхоза имени Димитрова Татарбунарского района Одесской области Украинской ССР.
Указом Президиума Верховного Совета СССР от 23 июня 1966 года присвоено звание Героя Социалистического Труда с вручением ордена Ленина и золотой медали «Серп и Молот».
Лауреат Государственной премии Украинской ССР (1974).
Жил в селе Дмитровка..

## Награды и звания
- Герой Социалистического Труда (23.06.1966).
- орден Ленина (23.06.1966; 08.12.1973)
- орден Октябрьской Революции (24.12.1976)
- орден Трудового Красного Знамени (08.04.1971)